# 中央研究院第一屆院士
中央研究院第一屆院士，是中華民國中央研究院於1948年選舉產生的院士，也是中華民國大陸時期在全國範圍内選舉產生的唯一一屆中研院院士。

## 名单
中央研究院第一屆院士共81人，按學科分為數理組、生物組、人文組三組。全體院士名單如下：

### 數理組（28人）
| 姓名   | 表字          | 生年 | 卒年 | 籍貫     | 學科   | 最高學歷或考取功名           | 所在學術機構                                  | 其他學術職務                                                             | 1949年後去向         | 照片 |
| ------ | ------------- | ---- | ---- | -------- | ------ | ---------------------------- | --------------------------------------------- | ------------------------------------------------------------------------ | -------------------- | ---- |
| 姜立夫 | 名蔣佐 以字行 | 1890 | 1978 | 浙江平陽 | 數學   | 哈佛大學數學博士             | 國立中央研究院 普林斯頓高等研究院(訪問)       | 中央研究院數學研究所所長                                                 | 留大陸               |      |
| 許寶騄 | 閑若          | 1910 | 1970 | 浙江仁和 | 數學   | 倫敦大學統計學博士、數學博士 | 國立北京大學                                  | 1955年中國科學院物理學數學化學部委員                                     | 留大陸               |      |
| 陳省身 | 辛生          | 1911 | 2004 | 浙江秀水 | 數學   | 漢堡大學數學博士             | 國立中央研究院                                | 中央研究院數學研究所代所長 1994年中國科學院外籍院士                      | 赴美國，返大陸       |      |
| 華羅庚 |               | 1910 | 1985 | 江蘇金壇 | 數學   | 國立清華大學、劍橋大學學習   | 伊利諾伊大學                                  | 1955年中國科學院物理學數學化學部委員                                     | 留大陸               |      |
| 蘇步青 | 雲亭          | 1902 | 2003 | 浙江平陽 | 數學   | 東北帝國大學理學博士         | 國立浙江大學                                  | 教育部部聘教授 1955年中國科學院物理學數學化學部委員                      | 留大陸               |      |
| 吳大猷 |               | 1907 | 2000 | 廣東高要 | 物理學 | 密歇根大學物理學博士         | 哥倫比亞大學(客座)                            | 1983年中央研究院院長                                                     | 赴加拿大、美國、台灣 |      |
| 吳有訓 | 正之          | 1897 | 1977 | 江西高安 | 物理學 | 芝加哥大學物理學博士         | 國立中央大學 (赴美國長期訪問)                 | 中央大學校長 教育部部聘教授 1955年中國科學院物理學數學化學部委員         | 留大陸               |      |
| 李書華 | 潤章          | 1890 | 1979 | 直隸昌黎 | 物理學 | 巴黎大學物理學博士           | 國立北平研究院                                | 北平研究院副院長                                                         | 赴法國、德國、美國   |      |
| 葉企孫 | 名鴻眷 以字行 | 1898 | 1977 | 江蘇上海 | 物理學 | 哈佛大學物理學博士           | 國立清華大學                                  | 1955年中國科學院物理學數學化學部委員                                     | 留大陸               |      |
| 趙忠堯 |               | 1902 | 1998 | 浙江諸暨 | 物理學 | 加州理工學院物理學博士       | 國立中央大學 麻省理工學院(訪問)               | 1955年中國科學院物理學數學化學部委員                                     | 留大陸               |      |
| 嚴濟慈 | 慕光          | 1901 | 1996 | 浙江東陽 | 物理學 | 巴黎大學物理學博士           | 國立北平研究院                                | 1955年中國科學院物理學數學化學部委員                                     | 留大陸               |      |
| 饒毓泰 | 樹人          | 1891 | 1968 | 江西臨川 | 物理學 | 普林斯頓大學物理學博士       | 國立北京大學                                  | 教育部部聘教授 1955年中國科學院物理學數學化學部委員                      | 留大陸               |      |
| 吳 憲  | 陶民          | 1893 | 1959 | 福建侯官 | 化學   | 哈佛大學化學博士             | 國立中央衛生實驗院北平分院 哥倫比亞大學(訪問) |                                                                          | 赴美國               |      |
| 吳學周 | 萼暉          | 1902 | 1983 | 江西萍鄉 | 化學   | 加州理工學院化學博士         | 國立中央研究院                                | 中央研究院化學研究所所長 1955年中國科學院物理學數學化學部委員            | 留大陸               |      |
| 莊長恭 | 丕可          | 1894 | 1962 | 福建晉江 | 化學   | 芝加哥大學化學博士           | 國立北平研究院                                | 1955年中國科學院物理學數學化學部委員                                     | 留大陸               |      |
| 曾昭掄 | 雋奇          | 1899 | 1967 | 湖南湘鄉 | 化學   | 麻省理工學院化學博士         | 國立北京大學 (赴美國長期訪問)                 | 教育部部聘教授 1955年中國科學院物理學數學化學部委員                      | 留大陸               |      |
| 朱家驊 | 騮先          | 1893 | 1963 | 浙江吳興 | 地質學 | 柏林大學地質學博士           | 國立中央研究院                                | 中央研究院代院長                                                         | 赴台灣               |      |
| 李四光 | 仲揆          | 1889 | 1971 | 湖北黃岡 | 地質學 | 伯明翰大學地質學博士         | 國立中央研究院 (赴英國長期訪問)               | 中央研究院地質研究所所長 教育部部聘教授 1955年中國科學院生物學地學部委員 | 留大陸               |      |
| 翁文灝 | 詠霓          | 1889 | 1971 | 浙江鄞縣 | 地質學 | 魯汶大學地質學博士           |                                               | 中央研究院評議會秘書                                                     | 留大陸               |      |
| 黃汲清 | 德淦          | 1904 | 1995 | 四川仁壽 | 地質學 | 納沙泰爾大學地質學博士       | 經濟部中央地質調查所                          | 1955年中國科學院生物學地學部委員                                         | 留大陸               |      |
| 楊鍾健 | 克強          | 1897 | 1979 | 陝西華縣 | 地質學 | 慕尼黑大學地質學博士         | 經濟部中央地質調查所                          | 1955年中國科學院生物學地學部委員                                         | 留大陸               |      |
| 謝家榮 | 季驊          | 1897 | 1966 | 江蘇上海 | 地質學 | 威斯康星大學地質學碩士       | 資源委員會礦產測勘處                          | 礦產測勘處處長 1955年中國科學院生物學地學部委員                          | 留大陸               |      |
| 竺可楨 | 藕舫          | 1890 | 1974 | 浙江紹興 | 氣象學 | 哈佛大學氣象學博士           | 國立浙江大學                                  | 浙江大學校長 1955年中國科學院生物學地學部委員                            | 留大陸               |      |
| 周 仁  | 子競          | 1892 | 1973 | 江蘇江寧 | 工程學 | 康奈爾大學冶金學碩士         | 國立中央研究院                                | 中央研究院工學研究所所長 1955年中國科學院技術科學部委員                  | 留大陸               |      |
| 侯德榜 | 致本          | 1890 | 1974 | 福建侯官 | 工程學 | 哥倫比亞大學化工學博士       |                                               | 1955年中國科學院技術科學部委員                                           | 留大陸               |      |
| 茅以昇 | 唐臣          | 1896 | 1989 | 江蘇鎮江 | 工程學 | 卡内基技術學院工程學博士     |                                               | 教育部部聘教授 1955年中國科學院技術科學部委員                            | 留大陸               |      |
| 淩鴻勛 | 竹銘          | 1894 | 1981 | 廣東番禺 | 工程學 | 交通部上海工業專門學校畢業   |                                               |                                                                          | 赴台灣               |      |
| 薩本棟 | 亞棟          | 1902 | 1949 | 福建閩縣 | 工程學 | 伍斯特理工學院物理學博士     | 國立中央研究院                                | 中央研究院總幹事、物理研究所代所長                                       | —                    |      |

### 生物组（25人）
| 姓名   | 表字 | 生年 | 卒年 | 籍貫                  | 學科       | 最高學歷或考取功名                                        | 所在學術機構                  | 其他學術職務                                              | 1949年後去向       | 照片 |
| ------ | ---- | ---- | ---- | --------------------- | ---------- | --------------------------------------------------------- | ----------------------------- | --------------------------------------------------------- | ------------------ | ---- |
| 王家楫 | 仲濟 | 1898 | 1976 | 江蘇奉賢              | 動物學     | 賓夕法尼亞大學動物學博士                                  | 國立中央研究院                | 中央研究院動物研究所所長 1955年中國科學院生物學地學部委員 | 留大陸             |      |
| 伍獻文 | 顯聞 | 1900 | 1985 | 浙江瑞安              | 動物學     | 巴黎大學動物學博士                                        | 國立中央研究院                | 1955年中國科學院生物學地學部委員                          | 留大陸             |      |
| 貝時璋 |      | 1903 | 2009 | 浙江鎮海              | 動物學     | 蒂賓根大學動物學博士                                      | 國立浙江大學                  | 1955年中國科學院生物學地學部委員                          | 留大陸             |      |
| 秉 志  | 農山 | 1886 | 1965 | 河南開封 (正藍旗滿洲) | 動物學     | 康奈爾大學生物學博士                                      | 國立中央大學                  | 教育部部聘教授 1955年中國科學院生物學地學部委員           | 留大陸             |      |
| 陳 楨  | 協三 | 1894 | 1957 | 江蘇邗江              | 動物學     | 哥倫比亞大學動物學碩士                                    | 國立清華大學                  | 1955年中國科學院生物學地學部委員                          | 留大陸             |      |
| 童第周 | 蔚蓀 | 1902 | 1979 | 浙江鄞縣              | 動物學     | 布魯塞爾自由大學動物學博士                                | 國立山東大學 耶魯大學(客座)   | 1955年中國科學院生物學地學部委員                          | 留大陸             |      |
| 胡先驌 | 步曾 | 1894 | 1968 | 江西新建              | 植物學     | 哈佛大學植物學博士                                        | 北平靜生生物調查所            | 靜生生物調查所所長                                        | 留大陸             |      |
| 殷宏章 | 伯文 | 1908 | 1992 | 貴州貴陽              | 植物學     | 加州理工學院生物學博士                                    | 國立北京大學                  | 1955年中國科學院生物學地學部委員                          | 留大陸             |      |
| 張景鉞 | 峴儕 | 1895 | 1975 | 江蘇武進              | 植物學     | 芝加哥大學植物學博士                                      | 國立北京大學                  | 教育部部聘教授 1955年中國科學院生物學地學部委員           | 留大陸             |      |
| 錢崇澍 | 雨農 | 1883 | 1965 | 浙江海寧              | 植物學     | 芝加哥大學植物學博士                                      | 國立復旦大學                  | 1955年中國科學院生物學地學部委員                          | 留大陸             |      |
| 戴芳瀾 | 觀亭 | 1893 | 1973 | 湖北江陵              | 植物學     | 哥倫比亞大學植物學碩士                                    | 國立清華大學                  | 1955年中國科學院生物學地學部委員                          | 留大陸             |      |
| 羅宗洛 | 澗東 | 1898 | 1978 | 浙江黃巖              | 植物學     | 北海道帝國大學農學博士                                    | 國立中央研究院                | 中央研究院植物研究所所長 1955年中國科學院生物學地學部委員 | 留大陸             |      |
| 李宗恩 | 伯綸 | 1894 | 1962 | 江蘇武進              | 醫學       | 倫敦大學衛生與熱帶病學碩士                                | 私立北平協和醫學院            | 協和醫學院院長                                            | 留大陸             |      |
| 袁貽瑾 | 懷如 | 1899 | 2003 | 湖北咸寧              | 醫學       | 約翰霍普金斯大學衛生學博士、生物統計學博士                | 衛生部流行病學研究所          | 流行病學研究所所長                                        | 赴瑞士、美國、台灣 |      |
| 張孝騫 | 慎齋 | 1897 | 1987 | 湖南善化              | 醫學       | 湘雅醫學專門學校醫學博士 約翰霍普金斯大學、斯坦福大學學習 | 國立湘雅醫學院                | 湘雅醫學院院長 1955年中國科學院生物學地學部委員           | 留大陸             |      |
| 陳克恢 | 子振 | 1898 | 1988 | 江蘇青浦              | 藥理學     | 威斯康星大學生理學博士 約翰霍普金斯大学醫學博士           | 印第安納大學(兼職)            |                                                           | 赴美國             |      |
| 吳定良 | 均一 | 1894 | 1969 | 江蘇金壇              | 體質人類學 | 倫敦大學統計學博士、人類學博士                            | 國立浙江大學                  |                                                           | 留大陸             |      |
| 汪敬熙 | 緝齋 | 1893 | 1968 | 山東歷城              | 心理學     | 約翰霍普金斯大學生理心理學博士                            | 國立北京大學 (赴法國長期訪問) | 中央研究院心理學研究所所長                                | 赴法國、美國       |      |
| 林可勝 |      | 1897 | 1969 | 福建海澄 (新加坡華僑) | 生理學     | 愛丁堡大學生理學博士                                      | 國防醫學院                    | 國防醫學院院長                                            | 赴美國             |      |
| 湯佩松 |      | 1903 | 2001 | 湖北蘄水              | 生理學     | 約翰霍普金斯大學生理學博士                                | 國立清華大學                  | 1955年中國科學院生物學地學部委員                          | 留大陸             |      |
| 馮德培 |      | 1907 | 1995 | 浙江臨海              | 生理學     | 倫敦大學生理學博士                                        | 國立中央研究院                | 1955年中國科學院生物學地學部委員                          | 留大陸             |      |
| 蔡 翹  | 卓夫 | 1897 | 1990 | 廣東揭陽              | 生理學     | 芝加哥大學生理心理學博士                                  | 國立中央大學                  | 教育部部聘教授 1955年中國科學院生物學地學部委員           | 留大陸             |      |
| 李先聞 | 達聰 | 1902 | 1976 | 四川江津              | 農學       | 康奈爾大學遺傳學博士                                      | 國立中央研究院                |                                                           | 赴台灣             |      |
| 俞大紱 | 叔佳 | 1901 | 1993 | 浙江紹興              | 農學       | 艾奧瓦州立大學植物病理學博士                              | 國立北京大學                  | 1955年中國科學院生物學地學部委員                          | 留大陸             |      |
| 鄧叔羣 | 子牧 | 1902 | 1970 | 福建閩縣              | 農學       | 康奈爾大學植物病理學博士                                  | 國立中央研究院                | 1955年中國科學院生物學地學部委員                          | 留大陸             |      |

### 人文组（28人）
| 姓名   | 表字          | 生年 | 卒年 | 籍貫     | 學科           | 最高學歷或考取功名                        | 所在學術機構                    | 其他學術職務                                                | 1949年後去向 | 照片 |
| ------ | ------------- | ---- | ---- | -------- | -------------- | ----------------------------------------- | ------------------------------- | ----------------------------------------------------------- | ------------ | ---- |
| 吳敬恆 | 稚暉          | 1865 | 1953 | 江蘇武進 | 中國文史學     | 光緒十七(1891)年舉人                      |                                 |                                                             | 赴台灣       |      |
| 金岳霖 | 龍蓀          | 1895 | 1984 | 浙江諸暨 | 哲學           | 哥倫比亞大學政治學博士                    | 國立清華大學                    | 1955年中國科學院哲學社會科學部委員                          | 留大陸       |      |
| 湯用彤 | 錫予          | 1893 | 1964 | 湖北黃梅 | 哲學           | 哈佛大學哲學碩士                          | 國立北京大學                    | 教育部部聘教授 1955年中國科學院哲學社會科學部委員           | 留大陸       |      |
| 馮友蘭 | 芝生          | 1895 | 1990 | 河南唐河 | 哲學           | 哥倫比亞大學哲學博士                      | 國立清華大學                    | 教育部部聘教授 1955年中國科學院哲學社會科學部委員           | 留大陸       |      |
| 余嘉錫 | 季豫          | 1884 | 1955 | 湖南常德 | 中國文史學     | 光緒二十七(1901)年舉人                    | 私立北平輔仁大學                |                                                             | 留大陸       |      |
| 胡 適  | 適之          | 1891 | 1962 | 安徽績溪 | 中國文史學     | 哥倫比亞大學哲學博士                      | 國立北京大學                    | 北京大學校長 1958年中央研究院院長                           | 赴美國、台灣 |      |
| 張元濟 | 筱齋          | 1867 | 1959 | 浙江海鹽 | 中國文史學     | 光緒十八(1892)年進士                      |                                 |                                                             | 留大陸       |      |
| 楊樹達 | 遇夫          | 1885 | 1956 | 湖南長沙 | 中國文史學     | 光緒三十(1904)年秀才 京都第三高等學校學習 | 國立湖南大學                    | 教育部部聘教授 1955年中國科學院哲學社會科學部委員           | 留大陸       |      |
| 柳詒徵 | 翼謀          | 1880 | 1956 | 江蘇丹徒 | 史學           | 光緒二十二(1896)年秀才 三江師範學堂學習   | 江蘇省立國學圖書館              | 國學圖書館館長 教育部部聘教授                               | 留大陸       |      |
| 陳 垣  | 援庵          | 1880 | 1971 | 廣東新會 | 史學           | 光緒二十七(1901)年秀才                    | 私立北平輔仁大學                | 輔仁大學校長 1955年中國科學院哲學社會科學部委員             | 留大陸       |      |
| 陳寅恪 | 鶴壽          | 1890 | 1969 | 江西修水 | 史學           | 復旦公學畢業 柏林大學、哈佛大學學習       | 國立清華大學                    | 教育部部聘教授 1955年中國科學院哲學社會科學部委員           | 留大陸       |      |
| 傅斯年 | 孟真          | 1896 | 1950 | 山東聊城 | 史學           | 國立北京大學畢業 柏林大學學習             | 國立中央研究院 (赴美國長期訪問) | 中央研究院歷史語言研究所所長                                | 赴台灣       |      |
| 顧頡剛 | 銘堅          | 1893 | 1980 | 江蘇吳縣 | 史學           | 國立北京大學畢業                          | 國立社會教育學院                |                                                             | 留大陸       |      |
| 李方桂 |               | 1902 | 1987 | 山西昔陽 | 語言學         | 芝加哥大學語言學博士                      | 哈佛大學(訪問)                  |                                                             | 赴美國       |      |
| 趙元任 | 宜仲          | 1892 | 1982 | 江蘇陽湖 | 語言學         | 哈佛大學哲學博士                          | 加利福尼亞大學                  |                                                             | 赴美國       |      |
| 李 濟  | 濟之          | 1896 | 1979 | 湖北鍾祥 | 考古學及藝術史 | 哈佛大學人類學博士                        | 國立中央研究院                  |                                                             | 赴台灣       |      |
| 梁思永 |               | 1904 | 1954 | 廣東新會 | 考古學及藝術史 | 哈佛大學考古學碩士                        | 國立中央研究院                  |                                                             | 留大陸       |      |
| 郭沫若 | 鼎堂          | 1892 | 1978 | 四川樂山 | 考古學及藝術史 | 九州帝國大學畢業                          |                                 | 1955年中國科學院哲學社會科學部委員                          | 留大陸       |      |
| 董作賓 | 彥堂          | 1895 | 1963 | 河南南陽 | 考古學及藝術史 | 國立北京大學史學碩士                      | 國立中央研究院 芝加哥大學(客座) |                                                             | 赴台灣       |      |
| 梁思成 |               | 1901 | 1972 | 廣東新會 | 考古學及藝術史 | 賓夕法尼亞大學建築學碩士                  | 國立清華大學                    | 1955年中國科學院技術科學部委員                              | 留大陸       |      |
| 王世   | 雪艇          | 1891 | 1981 | 湖北崇陽 | 法律學         | 巴黎大學法學博士                          |                                 | 1962年中央研究院院長                                        | 赴台灣       |      |
| 王寵惠 | 亮疇          | 1881 | 1958 | 廣東東莞 | 法律學         | 耶魯大學民法學博士                        |                                 |                                                             | 赴台灣       |      |
| 周鯁生 | 名覽 以字行   | 1889 | 1971 | 湖南長沙 | 政治學         | 巴黎大學法學博士                          | 國立武漢大學                    | 武漢大學校長 教育部部聘教授                                 | 留大陸       |      |
| 錢端升 | 壽朋          | 1900 | 1990 | 江蘇上海 | 政治學         | 哈佛大學政治學博士                        | 國立北京大學 哈佛大學(客座)     |                                                             | 留大陸       |      |
| 蕭公權 | 恭甫          | 1897 | 1981 | 江西泰和 | 政治學         | 康奈爾大學政治學博士                      | 國立政治大學                    | 教育部部聘教授                                              | 赴美國       |      |
| 馬寅初 | 名元善 以字行 | 1882 | 1982 | 浙江嵊縣 | 經濟學         | 哥倫比亞大學經濟學博士                    | 中華工商專科學校                | 1955年中國科學院哲學社會科學部委員                          | 留大陸       |      |
| 陳 達  | 通夫          | 1892 | 1975 | 浙江餘杭 | 社會學         | 哥倫比亞大學社會學博士                    | 國立清華大學                    |                                                             | 留大陸       |      |
| 陶孟和 | 名履恭 以字行 | 1887 | 1960 | 浙江紹興 | 社會學         | 倫敦政治經濟學院經濟學博士                | 國立中央研究院                  | 中央研究院社會研究所所長 1955年中國科學院哲學社會科學部委員 | 留大陸       |      |

## 源起

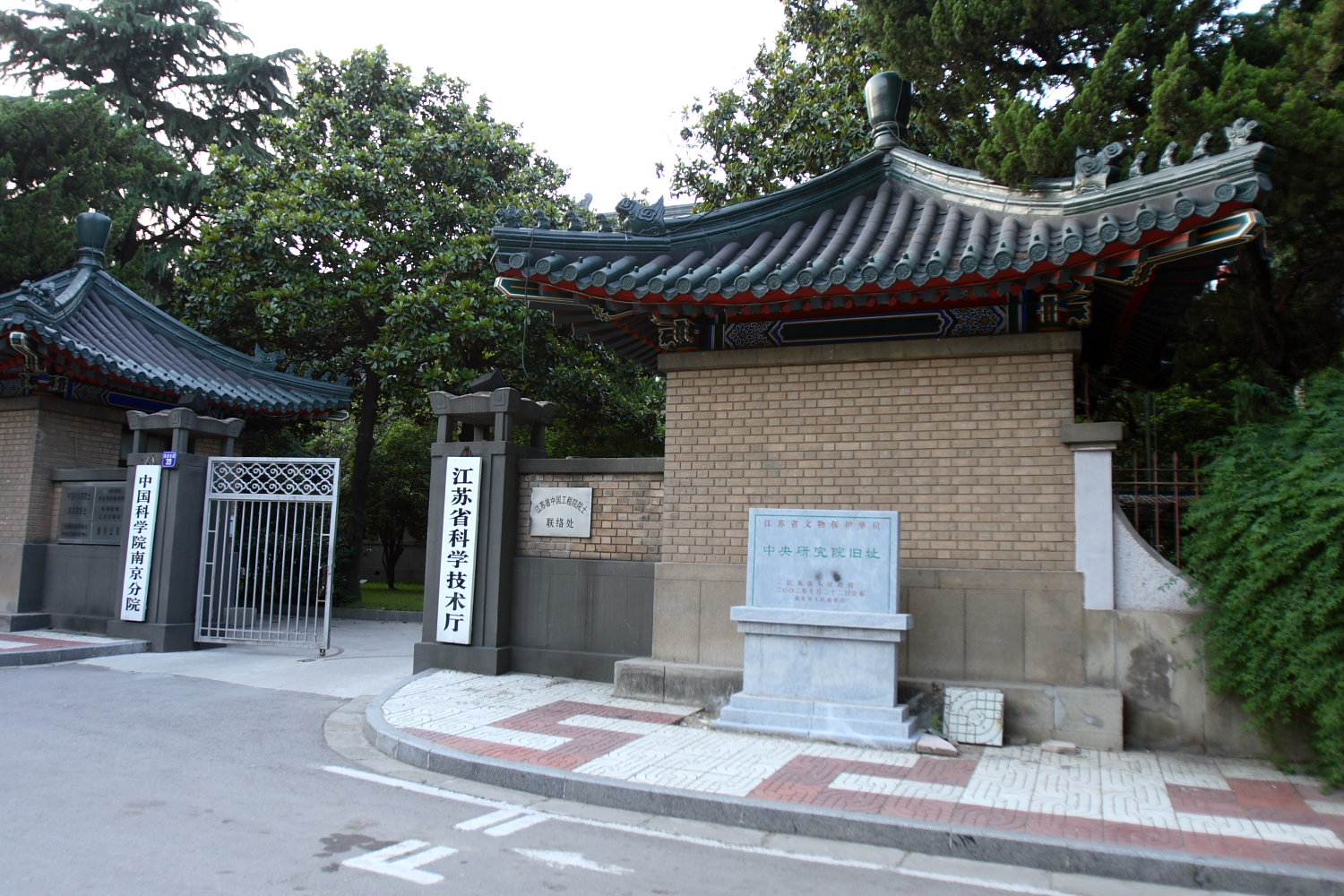
位於南京的中央研究院院址

中央研究院於1928年成立後，即著手完備國家學術體制，考慮效仿英國皇家學會、法國科學院等外國學術機構，設置「名譽會員」，以承擔指導、聯絡、獎勵學術研究的任務。但是，由於當時中國現代學術發展尚在初步階段，各方面準備不足，尚不具備實行會員制度的條件，因此，中研院先於1935年設立評議會，作為全國最高學術評議機關。中研院評議會以院長、總幹事和各直轄研究所所長為當然評議員，同時設有聘任評議員，從全國學術機構中選舉產生。中研院先後於1935年、1940年産生第一屆、第二屆評議會，分别選出聘任評議員30名，為日後實行會員制度準備了條件。
隨著全國學術研究水平的進一步提升和中研院各項制度及組織的不斷完善，中研院於抗戰後期開始考慮設置正式會員。1946年10月，在南京召開的中研院第二屆評議會第三次年會上，評議員提案設立會員制度；對於會員的名稱，討論了「院員」、「院正」、「院侶」、「學侶」等稱呼，最後經評議員傅斯年提議，決定採取「院士」這一名稱（英文為「Member of Academia Sinica」）；同時，決定著手修正中研院組織法和評議會條例，對相應制度進行規範。

## 準備工作
1947年3月13日，國民政府公佈了由中研院草擬、經立法院通過的修正後的《國立中央研究院組織法》，為院士制度提供了法律依據，規定：中央研究院院士為終身名譽職，分為數理組、生物組、人文組三組（效仿德國威廉皇帝學會對研究領域的劃分），第一次由中研院評議會選舉，名額為80-100人，之後每年由院士選舉；院士的職責包括選舉院士和評議員，議訂國家學術方針，以及受政府委託，辦理學術設計調查審查及研究事項。同月，中研院評議員根據修正後的中研院組織法，擬定了《國立中央研究院院士選舉規程》草案，院士選舉工作依照草案規定開始執行。
4月，評議員根據《院士選舉規程》草案，互選15人，與中研院代院長、評議會秘書、總幹事一道，組成院士選舉籌備委員會（簡稱選舉籌備會），主持選舉工作。選舉籌備會成員如下：
| 主席          | 朱家驊                                 |
| 祕書          | 翁文灝、薩本棟                         |
| 數理組（5人） | 吳有訓、茅以昇、吳學周、謝家榮、淩鴻勛 |
| 生物組（5人） | 王家楫、羅宗洛、林可勝、汪敬熙、秉志   |
| 人文組（5人） | 胡適、傅斯年、王世、陶孟和、李濟       |

選舉的日常事務性工作主要由薩本棟負責。5月，選舉籌備會開會，規定了各組包含的具體學科科目，初步分配了各科目的院士名額，並邀請部分評議員一起，就各學科擬出院士候選人參考名單。

## 提名過程
根據中研院組織法和《院士選舉規程》草案，提名院士候選人可採取兩種方式：一、由各大學、各獨立學院、各著有成績之專門學會或研究機關提名，二、由評議員五人提名。實際操作中，絕大多數候選人均以第一種方式提名。1947年5月12日，選舉籌備會發出通告，說明院士提名和選舉方式，邀請全國各地學術機構提名院士候選人。至8月20日截止，共收到近70個機構的提名。8月至10月，選舉籌備會對提名情況進行審查，最終審查通過57個機構的提名，包括大學29所，獨立學院13所，專門學會7個，研究機構8個。其中，中研院、北京大學、清華大學等機構就全國範圍進行了提名，也有機構僅就本機構人員進行提名。
10月12日，選舉籌備會審查確定了510人的提名名單；13日，又從中刪除108人，將402人的院士候選人初選名單提交評議會討論。10月15日，中研院第二屆評議會第四次年會在南京召開，正式通過了《國立中央研究院院士選舉規程》，規定院士名額為：數理組27-33人，生物組27-33人，人文組27-34人。16日，評議員按三個組別召開分組審查會，由李書華、秉志、胡適分別擔任數理組、生物組、人文組召集人，對402人初選名單進行討論，審查通過152人；然後，再經評議會全體會議討論，刪去10人，補充8人，於17日確定了150人的院士候選人名單，為中研院組織法規定的院士人數上限100人的1.5倍。候選人名單如下（粗體字為最後當選院士者）：
| 一、數理組（49人）       |                                                                                        |
| 1. 數學（8人）           | 江澤涵、姜立夫、許寶騄、陳省身、陳建功、華羅庚、熊慶來、蘇步青                         |
| 2. 物理學（9人）         | 吳大猷、吳有訓、李書華、周培源、桂質廷、葉企孫、趙忠堯、嚴濟慈、饒毓泰                 |
| 3. 化學（8人）           | 朱汝華、吳憲、吳學周、紀育灃、孫學悟、莊長恭、曾昭掄、黄子卿                           |
| 4. 地質學（11人）        | 尹贊勛、王竹泉、朱家驊、李四光、孟憲民、俞建章、孫雲鑄、翁文灝、黃汲清、楊鍾健、謝家榮 |
| 5. 氣象學（1人）         | 竺可楨                                                                                 |
| 6. 工程學（11人）        | 王寵佑、汪胡楨、周仁、施嘉煬、侯德榜、茅以昇、淩鴻勛、程孝剛、蔡方蔭、薩本棟、羅忠忱   |
| 7. 其他（1人）           | 李善邦                                                                                 |
| 二、生物組（46人）       |                                                                                        |
| 1. 動物學（10人）        | 王家楫、伍獻文、朱洗、貝時璋、秉志、胡經甫、陳世驤、陳楨、童第周、劉承釗               |
| 2. 植物學（10人）        | 胡先驌、殷宏章、秦仁昌、张景鉞、裴鑒、劉慎諤、錢崇澍、戴芳瀾、羅宗洛、饒欽止           |
| 3. 醫學（9人）           | 李宗恩、胡正祥、洪式閭、袁貽瑾、馬文昭、張孝騫、湯飛凡、馮蘭洲、劉士豪                 |
| 4. 藥理學（2人）         | 陳克恢、黃鳴龍                                                                         |
| 5. 體質人類學（1人）     | 吳定良                                                                                 |
| 6. 心理學（3人）         | 汪敬熙、陸志韋、臧玉洤                                                                 |
| 7. 生理學（5人）         | 林可勝、徐豐彥、湯佩松、馮德培、蔡翹                                                   |
| 8. 農學（6人）           | 李先聞、俞大紱、馮澤芳、趙連芳、鄧叔羣、劉崇樂                                         |
| 三、人文組（55人）       |                                                                                        |
| 1. 哲學（4人）           | 金岳霖、陳康、湯用彤、馮友蘭                                                           |
| 2. 中國文史學（7人）     | 吳敬恆、余嘉錫、胡適、唐蘭、張元濟、楊樹達、劉文典                                     |
| 3. 史學（10人）          | 李劍農、柳詒徵、徐中舒、徐炳昶、陳垣、陳寅恪、陳受頤、傅斯年、蔣廷黻、顧頡剛           |
| 4. 語言學（4人）         | 王力、李方桂、趙元任、羅常培                                                           |
| 5. 考古學及藝術史（6人） | 李濟、梁思永、郭沫若、董作賓、梁思成、徐鴻寶                                           |
| 6. 法律學（6人）         | 王世、王寵惠、吳經熊、李浩培、郭雲觀、燕樹棠                                           |
| 7. 政治學（5人）         | 周鯁生、張忠紱、張奚若、錢端升、蕭公權                                                 |
| 8. 經濟學（8人）         | 方顯廷、何廉、巫寶三、馬寅初、陳總、楊西孟、楊端六、劉大鈞                             |
| 9. 社會學（5人）         | 吳景超、凌純聲、陳達、陶孟和、潘光旦                                                   |

根據中研院組織法規定，擔任院士的資格有兩種，分別是：「一、對於所專習之學術，有特殊著作發明或貢獻者」；「二、對於所專習學術之機關，領導或主持在五年以上，成績卓著者」。根據提名機構提供的提名理由，大部分候選人均具備第一項即學術成績突出的資格，或同時具備兩項資格。中研院内部規定，在抗戰時期於日偽組織機關任職、有漢奸嫌疑的，應排除在候選人之外，薩本鐵、趙承嘏等人因此被評議會刪除。在評議會討論候選人名單時，中研院代院長朱家驊曾指擁護中國共產黨的郭沫若「參加内亂，與漢奸罪等，似不宜列入」，而胡適主張選舉院士「應以學術立場為主」，不讚成讓政治立場影響提名和選舉，列席會議的夏鼐也主張，除學術貢獻外，當選院士的「惟一條件為中國人……若反對政府則與漢奸有異，不能相提並論……故對漢奸不妨從嚴，對政黨不同者不妨從寬」；最後，評議會經投票決定將郭沫若列為候選人。
11月15日，中研院於政府公報及全國各大報上公告150名院士候選人名單，以及每名候選人所治學科和學術成績，在四個月内接受各界人士批評建議。在此期間，傅斯年曾致信部分評議員，對劉文典的品行和潘光旦的學術水平提出意見；董作賓曾致信胡適，表示自己願放棄當選，以便梁思永、郭沫若可以當選院士。

## 正式選舉
1948年3月25-28日，中研院第二屆評議會第五次年會在南京召開，主要任務即是選舉院士。評議員25人出席，16人未到，具體出席情況如下（斜體字為未列入院士候選人者）：
|                   | 數理組                                                                                             | 生物組                                                            | 人文組                                      |
| 出席評議員 25人   | 朱家驊、翁文灝、薩本棟、呂炯、吳學周、李書華、周仁、茅以昇、張鈺哲、莊長恭、淩鴻勛、趙九章（12人） | 王家楫、吳定良、秉志、林可勝、胡先驌、陳楨、錢崇澍、羅宗洛（8人） | 王世、李濟、周鯁生、胡適、陳垣（5人）       |
| 未出席評議員 16人 | 謝家榮、王寵佑、吳有訓、姜立夫、侯德榜、張雲、曾昭掄、李四光（8人）                                | 唐鉞、戴芳瀾、汪敬熙（3人）                                       | 陶孟和、陳寅恪、何廉、傅斯年、趙元任（5人） |

26日，各組評議員進行分組審查和投票，投票結果供評議會參考。26-27日，評議會全體會議進行投票選舉。根據《院士選舉規程》，須有出席評議員五分之四投同意票，即得到20票，方可當選。投票共進行5輪，選出81人，具體情況如下：
|                 | 數理組 | 生物組 | 人文組 |
| 第一輪 選出67人 | 姜立夫、陳省身、華羅庚、吳大猷、吳有訓、李書華、葉企孫、嚴濟慈、饒毓泰、吳憲、吳學周、莊長恭、朱家驊、李四光、翁文灝、黃汲清、楊鍾健、謝家榮、竺可楨、周仁、侯德榜、茅以昇、淩鴻勛、薩本棟（24人） | 王家楫、伍獻文、秉志、陳楨、胡先驌、殷宏章、张景鉞、錢崇澍、戴芳瀾、羅宗洛、李宗恩、袁貽瑾、張孝騫、陳克恢、吳定良、汪敬熙、林可勝、湯佩松、馮德培、蔡翹、鄧叔羣（21人） | 金岳霖、湯用彤、馮友蘭、胡適、張元濟、楊樹達、陳垣、陳寅恪、傅斯年、李方桂、趙元任、李濟、梁思永、董作賓、梁思成、王世、王寵惠、周鯁生、錢端升、馬寅初、陳達、陶孟和（22人） |
| 第二輪 選出11人 | 許寶騄、蘇步青、趙忠堯、曾昭掄（4人） | 貝時璋、童第周、李先聞、俞大紱（4人） | 柳詒徵、郭沫若、蕭公權（3人） |
| 第三輪 選出1人  | | | 顧頡剛（1人） |
| 第四輪 選出1人  | | | 余嘉錫（1人） |
| 第五輪 選出1人  | | | 吳敬恆（1人） |

在第一輪選舉中，姜立夫、吳有訓、李四光、陳楨、李宗恩、林可勝、胡適、陳寅恪、趙元任9人得全票25票；後四輪為補選，其中，根據夏鼐記載，「吳敬恆之加入，以朱院長之再三懇求，始於最末一次當選」。選出人數剛剛超過中研院組織法規定的80人下限，選舉即告結束，但生物組只有25人當選，未達到《院士選舉規程》規定的27人下限。4月1日，中研院向全國正式公告當選院士名單。

## 整體情況和統計
當選的中央研究院第一屆院士，被認為囊括了當時全中國最優秀的學術人才，代表了1949年以前中國學術發展的最高水平，很多院士在其研究領域具有開創性貢獻；時任中研院歷史語言研究所副研究員夏鼐認為：「我們如果說，‘這一個名單，相當的足以代表今日中國學術界的情況。’這話大致不會有多大的錯誤吧。」根據各機構提名候選人時提交的提名理由，絕大多數院士具備中研院組織法規定的第一項資格，即學術成績突出；僅以第二項資格，即領導學術機關而被提名的，有朱家驊、翁文灝、周仁、淩鴻勛、張元濟、周鯁生6人。此外，李書華、葉企孫、侯德榜、吳敬恆、王寵惠等人也存在多年沒有發表學術論文或著作的情況。
各組之下具體學科的院士數量相差較大，最多的物理學有7人，氣象學、藥理學、體質人類學、心理學、經濟學等學科只有1人。在提名階段，以傅斯年為代表的一些評議員認為，各學科院士名額的多少，要以其在中國的發達程度而論。因此，當時在國内發展程度較高的地質學、生物學、文史學科、考古學等學科當選院士較多，相比之下較不發達的學科當選較少，天文學、地理學等學科甚至完全無人當選。
年齡方面，按院士當選時的周歲計算，80歲及以上2人，60-69歲9人，50-59歲41人，40-49歲25人，40歲以下4人，平均年齡52歲，全部出生於清朝年間，沒有民國生人。最年長的吳敬恆83歲，其次是張元濟80歲，兩人均為文史學者；最年輕的陳省身36歲，許寶騄、華羅庚37歲，三人都是數學家。60歲以上的主要集中在人文組，40歲以下的主要集中在數理組。夏鼐認為，主要原因是國内的文史學科是繼承清代樸學傳統，學術積澱較為深厚，「尚有幾位老人作後輩的典型」；而中國自然科學的發軔過晚，很多中青年學者在國内已是所習學科的開山祖師，特別是數學方面的天才往往在年輕時就顯露出來。
籍貫方面，浙江、江蘇兩省最多，分別為21人和16人，合計佔到全體的46%，遠多於其他省份，這與明清以來江浙經濟發達、文教興盛、較早打開國門有密切關係。其他東南沿海和長江流域省份也有一定數量，如廣東、湖北各7人，福建、江西各6人，湖南5人。北方山東、河南、陝西等省份一共8人。此外，部分院士存在籍貫與出生地不一致的情形，如胡適籍貫安徽績溪，生於上海；李方桂籍貫山西昔陽，生於廣州。
性別方面，當選的81名院士均為男性。朱汝華是150名候選人中唯一的女性。
學歷方面，絕大多數院士接受過現代大學（包括本科和研究生）教育。按最高學歷統計，在美國取得博士學位的有38人，取得碩士學位的8人；在歐洲（包括英國、法國、德國、比利時、瑞士等國）取得博士學位的18人，取得碩士學位的1人；在日本取得博士學位的2人。在上述最高學歷畢業學校中，哈佛大學畢業的院士最多（10人），其次是哥倫比亞大學（8人）、芝加哥大學（6人）、康奈爾大學（5人）和巴黎大學（5人）。有11人在舊科舉制下考取過功名，其中張元濟是唯一一名進士（光緒十八年壬辰科）。
就院士工作的學術機構而言，按1948年4月1日院士名單公告時的情況統計，在中央研究院供職的院士最多，約為20人左右（院士中的部分中研院工作人員同時在其他學術機構工作，因此難以精確統計），院士中包括了當時中研院的代院長、總幹事、評議會秘書，12個直轄研究所中10個的所長或代所長，以及第二屆30名聘任評議員中的25名；其他院士供職的研究機構有北平研究院、中央地質調查所、中央衛生實驗院等。其餘院士多在大學或學院擔任教職，其中以北京大學、清華大學最多，分別為10人和9人，而後是中央大學（4人）、浙江大學（4人）、北平輔仁大學（2人）、協和醫學院等，以國立大學為主（輔仁大學是其中唯一的私立大學和教會大學）。院士中有5名大學校長，16名教育部於1942至1943年聘任的部聘教授。部分院士當時在美國等國家的大學或研究機構擔任教職或做長期訪問。
部分院士之間具有親屬關係。人文組院士梁思成、梁思永為同父異母兄弟；人文組院士陳寅恪為生物組院士俞大紱的姑表兄；俞大紱的胞妹俞大綵、俞大絪分別為人文組院士傅斯年、數理組院士曾昭掄的妻子。

## 後續情況
1948年9月23-25日，「國立中央研究院成立第二十週年紀念暨第一次院士會議」在南京雞鳴寺路1號中央研究院舉行，第一屆院士中有51人出席。中研院向出席院士頒發了院士證章和當選證書，中華民國總統蔣中正到會致辭，張元濟、胡適作為院士代表講話。隨後，院士會議又互選產生聘任評議員32人，與當然評議員一起組成第三屆評議會。根據新制訂的《國立中央研究院院士會議規程》，評議會從此成為院士會議的常設評議機關。
此時，遼瀋戰役已經打響，中華民國政府控制下的各大城市物價飛漲、學潮蜂起，學術界人心惶惶。根據中研院組織法和《院士選舉規程》，第一屆院士選出後，應由院士選舉產生新的院士，每年每組至多5人。1948年10月27日，新成立的院士選舉籌備委員會向全國各學術機構發出了選舉1949年度院士的通告，規定提名至12月15日截止。但是，國共内戰形勢的迅速發展，讓第二次院士選舉無疾而終。
隨著中華民國政府在内戰中節節失利、中國共產黨即將取得全國政權，中研院院士面臨是否留在中國大陸的抉擇。1948年底，蔣中正主持實施「搶救學人」計劃，將知名學者從平津地區撤往南方、從大陸撤往台灣，中研院院士被列為搶救對象，但大多數院士不為所動。1949年後，在81名第一屆院士中，除薩本棟已去世外，留在中國大陸或不久後從海外返回的有59人（數理組21人，生物組20人，人文組18人），佔73%；隨中華民國政府前往台灣的有9人（朱家驊、淩鴻勛、李先聞、吳敬恆、傅斯年、李濟、董作賓、王世、王寵惠），佔11%；前往或留在國外的有12人（陳省身、吳大猷、李書華、吳憲、袁貽瑾、陳克恢、汪敬熙、林可勝、胡適、李方桂、趙元任、蕭公權，其中胡適、袁貽瑾、吳大猷後來赴台灣定居，陳省身晚年回大陸定居），佔15%。
中央研究院於1949年遷往台灣後，由於來台院士不足總數的三分之一，因此無法依照《院士會議規程》的規定每年召開院士會議。自1953年起，代院長朱家驊以組織「院士談話會」的方式恢復在台院士活動，並於1955年委託胡適組織在美院士談話會；參加談話會的院士一致同意，以向中研院報到的院士人數為現有院士的總人數。1956年，這一辦法獲總統府核准後，中研院重新辦理院士報到，當時在台灣和海外的19名院士均完成報到（傅斯年、吳敬恆已去世）。1957年4月，第二次院士會議在台北縣南港中研院召開，與會院士有朱家驊、吳大猷、淩鴻勛、李先聞、李方桂、李濟、董作賓、王世杰、蕭公權9人。會後，中研院開始組織第二屆院士選舉。1958年4月，第三次院士會議召開，順利選出第二屆院士14人。此後，院士會議和院士選舉逐漸常態化。中研院遷台後擔任院長的胡適、王世杰、吳大猷均為第一屆院士。
在大陸，中華人民共和國成立後，1949年11月，中國共產黨領導的中國科學院在北京成立，中研院第一屆院士中的郭沫若擔任院長，李四光、陶孟和、竺可楨擔任副院長。留在大陸的中研院院士大多繼續從事學術研究，但物理學、生物學、人類學、社會學、哲學、歷史學、政治學、經濟學、法學等學科在後來的政治運動中受到不同程度的衝擊，部分甚至被批判為「資產階級性質」而遭取消。1955年6月，中國科學院學部成立（成立時共有物理學數學化學部、生物學地學部、技術科學部、哲學社會科學部四個學部），作為中科院的學術領導機構；學部設「學部委員」，相當於院士，作為將來實行院士制度前的過渡。中科院第一批學部委員有233人，留在大陸的中研院院士，除梁思永、余嘉錫已去世外，其餘57人中有46人成為第一批學部委員（數理組19人，生物組17人，人文組10人）；沒有成為中科院學部委員的中研院院士有姜立夫、翁文灝、胡先驌、李宗恩、吳定良、張元濟、柳詒徵、顧頡剛、周鯁生、錢端升、陳達11人，其中超过一半為人文組院士。1957年「反右派」運動中，曾昭掄、謝家榮、李宗恩、錢端升、陳達被劃為「右派分子」，遭到批判；此後，中科院學部的工作也陷於停頓，直到1980年以前都未再產生新的學部委員。「文化大革命」中，留在大陸且在世的中研院院士絕大多數被當作「反動學術權威」遭到批判和迫害，謝家榮、饒毓泰、吳定良自殺身亡。文革結束後，中科院恢復活動，並於1993年將學部委員改稱為院士，重新建立院士制度。1994年，陳省身以美國國家科學院院士身份當選為中國科學院外籍院士。
根據中研院組織法規定，院士為終身名譽職。相關法規不禁止中研院院士取得外國國籍，陳省身、陳克恢、李方桂、趙元任等人先後取得美國國籍。在國共對立的大背景下，1949年後留在大陸的院士未再參與中研院的工作，但在台灣的中研院亦沒有將其除名；兩岸關係緩和後，1992年，時任中研院院長吳大猷還邀請趙忠堯、黃汲清、湯佩松、馮德培4位留在大陸的第一屆院士到台灣訪問，並向他們補發院士證章。
2000年，最後一位在美國的第一屆院士陳省身返回中國大陸定居（2004年去世）；2003年，最後一位在台灣的第一屆院士袁貽瑾去世；2009年，高齡106歲的貝時璋在北京去世，中央研究院第一屆院士至此全部辭世。此時，距離院士選舉已過去61年。

## 評價
中央研究院於1948年選舉產生第一屆院士，開中國在學術體制上實行院士制度的先河，後來被海峽兩岸所繼承和發展。除選舉結果被認為體現了當時中國學術界的最高水平外，選舉本身也得到了當時社會各界的較高評價。提名和選舉的全過程均依照中研院主導製訂的法規進行，由學術共同體自主完成，將政治的干預降至最低，基本遵循胡適主張的「以學術立場為主」的原則，保證了選舉的公正性和自主性，樹立了學術公正和學術自由的典範。政治立場明顯傾向中國共產黨的郭沫若、馬寅初等人均以學術貢獻當選（不過郭、馬二人都沒有表示接受院士職務，或以院士身份參與中研院的任何活動），郭沫若的提名和當選還得到政治立場迥異的胡適、傅斯年等人自始至終的支持；具有政府官員身份的朱家驊、翁文灝、吳敬恆、王世、王寵惠等人，早年也曾作為學者從事研究工作，取得過一定的學術成績。因此，選舉的公正性得到時人的普遍認同，例如楊鍾健認為：「院士之當選，在國内一時被認為特殊榮譽。至少在產生方式方面，十分慎重，缺少弊端，其為一般人之重視，當亦在此。」與此相比，1955年中國科學院學部委員的產生，首先在程序上不採用選舉，而是由官方組織少數學者進行協商，再由中共高層決定人選；其次，明確強調政治方面的標準，即要「擁護社會主義、擁護共產黨」；最後，很多人是作為領導意識形態的黨政官員身份當選，本身缺少學術方面的貢獻，例如陳伯達、周揚、胡喬木等。
對於此次院士選舉的批評主要有以下幾種：一是認為中央研究院的所長、研究員當選院士的太多，如北京大學教授向達認為「令人有一種諸子出於王官之感」，選舉有偏袒中研院工作人員的嫌疑。二是有些可以當選的學者沒有當選，甚至沒有被提名（如錢穆），朱家驊表示：「尚有學術界知名人士，未經選入，這是本院所認為遺憾的」，而夏鼐認為這是提名辦法不佳所致。三是有人對少數院士缺少突出的學術成績而以其他理由當選表示不滿，將其視為「科學界中的政客」，如楊鍾健認為，地質學方面的6名院士中，「獨朱對於地質方面的實際工作太少。然而別的原因（推進工作有功）而當選。此事為許多人所不滿。」
由於國共内戰及兩岸分治、中研院遷台，第一屆院士中的大部分人未及以院士身份展開工作、指導國家學術發展。此後，中研院第一屆院士選舉及相關情況在中國大陸長期被人遺忘，直至1990年代初方才開始有大陸學者對有關檔案資料進行研究。